# Ekpè
Ekpè è un arrondissement del Benin situato nella città di Sèmè-Kpodji (dipartimento di Ouémé) con 39.963 abitanti (dato 2006).